# Досифей (Иванченко)
Архиепископ Досифей (в миру Михаи́л Матве́евич Ива́нченко; 21 ноября 1884, Харьковская губерния — 1 июня 1984, Пайн-Буш, штат Нью-Йорк) — епископ Русской православной церкви, епископ Бруклинский. Церковный композитор.

## Биография
В 1910 году поступил на математический факультет Харьковского университета. 1 (14) апреля 1914 года в Ильинской церкви в Сызрани был повенчан с преподавательницей женской гимназии Клавдией Георгиевной Копыловой.
После окончания университета по первому разряду, получил назначение на учительскую должность в Уфимскую мужскую гимназию, где одновременно управлял церковным архиерейским хором. В 1916 году защитил диссертацию на звание магистра математических наук.
8 ноября 1917 года епископом Уфимским Андреем (Ухтомским) был рукоположён в сан диакона, а 14 ноября того же года — в сан священника, после чего до 1919 года служил вторым священником Ильинской церкви.
С 1919 по 1923 год находился в Тюрьмах Сибири.
В 1927 году переехал в Харьков, где занимался научной работой при математической кафедре университета, а затем в звании профессора в течение 12 лет возглавлял кафедру математики в Харьковском электротехническом институте. За это время написал ряд работ по специальности.
По свидетельству коллеги по университету физика Александра Панкова, в 1934 году заболела его мать: «Отец Михаил приходил к ней её причащать, что было сделано с большой осторожностью, как того требовало его и наше служебное положение»
В 1941 году во время немецкой оккупации возвратился к пастырской деятельности. C 20 сентября 1941 по 21 января 1942 года служил в Покровском монастыре.
3 января 1942 года митрополитом Харьковским Феофилом (Булдовским), который в это время пребывал в составе УАПЦ, назначен настоятелем прихода в посёлке Котельва в Полтавской епархии. Также в январе 1942 года митрополитом Феофилом (Булдовским) награжден наперсным крестом. В том же году получил от Феофила (Булдовского) сан протоиерея и палицу.
Как следует из письма МИД СССР от 11 декабря 1951 года Совету по делам РПЦ, что Иванченко, в этот период, продолжал работать в Харьковском университете на кафедре высшей математики и «сотрудничал с немцами».
Потеряв жену и двух сыновей, погибших на фронте, 15 мая 1943 года в Киеве принял монашеский постриг с именем Досифей и архиепископом Киевским Никанором (Абрамовичем) был возведён в сан архимандрита.
До августа 1943 был благочинным округа и председателем Епархиального управления Полтавской епархии. Дальнейшее служение архимандрита Досифея, в связи с наступлением Красной Армии, проходило в приходах Львова и города Криницы.
17 ноября 1944 года участвовал в совещании епископов УАПЦ в городе Бреслау (ныне Вроцлав, Польша) как представитель Полтавской епархии.
Затем в результате военных действий он попал в Германию, где в 1945 году городе Хайдельберге основал православный приход при лагере для перемещенных лиц. Перешёл в Русскую православную церковь Заграницей, но без признания сана архимандрита, полученного в УАПЦ. С ним проживала его дочь Илария 1933 года рождения. Владел двумя иностранными языками: немецким и английским.
Из-за возникшего конфликта, 26 марта 1948 года митрополитом Берлинским и Германским Серафимом (Ляде) был освобожден от должности настоятеля Хайдельбергского прихода, однако продолжил совершать богослужения в этом городе на частной квартире (такое служение практиковал ещё в СССР). В своем письме митрополиту Серафиму от 28 января 1949 года архимандрит Досифей с сожалением писал: «И поверьте, Владыко, если Бог продлит и Ваши и мои дни, мы увидим в Heid. [Хайдельберге] приход, существующий не для эмиграционных целей, а для удовлетворения лишь религиозных потребностей. Ведь, право, Владыко больно наблюдать эти нынешние предприятия, именуемые почему-то православными приходами…»
23 октября 1949 года в Свято-Николаевском храме города Мюнхена епископом Киссингенским Александром (Ловчим), викарием Германской епархии РПЦЗ, был заново возведён в сан архимандрита.
25 апреля 1950 года митрополитом Берлинским и Германским Серафимом (Ляде) назначен настоятелем Николаевского храма в Штутгарте, однако уже 15 мая того же года получил канонический отпуст от митрополита Серафима для перехода в другую епархию, после чего уехал в США вместе с больной дочерью.
В ноябре 1951 года экзархом Московского Патриарха в Северной и Южной Америке архиепископом Макарием (Ильинским) принят в юрисдикцию Московского патриархата и назначен сначала клириком кафедрального собора в Нью-Йорке, а затем настоятелем Николаевского собора в Сан-Франциско вместо отстранённого протоиерея Петра Котлярова. Однако посольство СССР в США сочло неправильным использование «изменника родины» на работе в экзархате, а также указало на возможность ухода Иванченко вместе с вверенным ему собором и приходом в раскол. Судя по письму приходского комитета Николаевского собора в Сан-Франциско, интерес советской стороны к Досифею был спровоцирован сторонниками бывшего настоятеля собора Котлярова: «лицами из среды раскольничьих групп политической эмиграции, которые повели выпады как в эмигрантских газетах, так и путем рассылки гнусных анонимок».
Для проверки данных, сообщённых архимандритом Досифеем о периоде его пребывания в Польше, Московская патриархия запросила главу Польской православной церкви митрополита Макария (Оксиюка), который ответил, что никаких данных о Иванченко в архивах Варшавской митрополии не имеется и его имя неизвестно никому из лиц, на которых он ссылается. В декабре 1951 года Патриарх Алексий I, по рекомендации совета по делам РПЦ, направил экзарху CША телеграмму с требованием немедленного удаления из клира патриаршей церкви архимандрита Досифея. Это распоряжение патриарха Алексия не было выполнено сразу. Архиепископы Макарий (Ильинский) и Адам (Филипповский), а также протоиерей Иосиф Дзвончик обратились к Патриарху с рядом прошений о прощении архимандрита Досифея и разрешении ему продолжить службу в Экзархате, указав, что его увольнение может послужить к новому судебному процессу против Экзархата, в итоге которого будет потерян собор в Сан-Франциско. По их отзывам, а также по отзыву протоиерея Александра Присадского из Беркли, деятельность Досифея до сих пор способствовала укреплению приходов, в которых он работал. Сам архимандрит Досифей в письме Патриарху Алексию от 21 января 1952 года просил принять его «слёзное покаяние» за пятилетнее пребывание в юрисдикции Карловацкой церкви и не исключать из состава Русской православной церкви.
27 февраля 1952 года Белышев обратился к заместителю министра МГБ СССР С. Р. Савченко с просьбой сообщить его мнение по вопросу «о возможности использования Иванченко на должности настоятеля собора в Сан-Франциско или другом пункте США или Канаде, куда он мог бы быть назначенным в качестве благочинного или даже викарного епископа, при условии последующего восстановления в гражданстве СССР». В письме сообщалось, что Московская Патриархия готова принять на себя расходы по переезду и лечению дочери архимандрита Досифея в СССР, если это будет признано целесообразным и если использование архимандрита Досифея будет признано возможным.
В конечном итоге это дело окончилось удачно для него. Служил в приходах в городе Лопез (штат Пенсильвания), в Балтиморе, в Филадельфии, в Сан-Франциско. Принял американское гражданство.
В феврале 1955 года был определён к епископскому служению, при этом, согласно указу, хиротония должна была быть совершена не раньше смерти архиепископа Адама (Филипповского-Филипенко). С 1954 по 1962 года когда Североамериканским экзархом был архиепископ Борис (Вик), который только периодически мог выезжать в США и Канаду для управления приходами на местах, архимандрит Досифей стал де-факто исполнять его функции.
25 декабря 1958 года назначен настоятелем Свято-Николаевского кафедрального собора в Нью-Йорке.
25 апреля 1959 года Священный Синод Русской православной церкви постановил назначить настоятеля Свято-Николаевского кафедрального собора в Нью-Йорке архимандрита Досифея (Иванченко) епископом Нью-Йоркским с тем, чтобы его наречение и хиротония были совершены на Пасхальной седмице 1959 года в Нью-Йорке. Об этом постановлении в Экзархат был послан соответствующий указ.
8 мая 1959 года в Свято-Николаевском кафедральном соборе Нью-Йорка было совершено наречение архимандрита Досифея во епископа Нью-Йоркского. Чин наречения совершили: архиепископ Эдмонтонский и Канадский Пантелеимон (Рудык), епископ Агафоникийский Орест (Чорнок) и епископ Румынской Православной Церкви в Америке Андрей (Молдован). 9 мая того же года в Свято-Николаевском соборе города Нью-Йорка теми же архиереями хиротонисан во епископа Нью-Йоркского.
В 1962 году в Нью-Йорке принял в свою юрисдикцию группу старокатоликов монастыря Маунт-Ройал (настоятель епископ Уильям Генри Фрэнсис Бразерз), которые служили по западному обряду, имея часовню, приписанную к Свято-Николаевскому кафедральному собору.
22 февраля 1963 года назначен епископом Бруклинским, викарием Нью-Йоркской епархии. В том же году награждён орденом святого равноапостольного князя Владимира второй степени
15 октября 1964 года увольнялся на покой, согласно прошению, с определением ему пенсии, однако уволен не был, а 5 февраля 1965 года назначен снова епископом Бруклинским, викарием Нью-Йоркской епархии.
21 июля 1969 года награждён орденом святого равноапостольного князя Владимира 1-й степени.
5 апреля 1970 года возведён в сан архиепископа с правом ношения креста на клобуке.
10 апреля 1970 года Православной церкви в Америке была дарована автокефалия, епархии Русской православной церкви в США и Канаде упразднялись. В тот же день архиепископ Досифей был уволен на покой, согласно прошению.
Во время служения на приходах Экзархата он зарекомендовал себя как церковный композитор.
Скончался 1 июня 1984 года на 100-м году жизни. Отпевание совершено 5 июня в патриаршем приходе во имя Всех Святых Российских в Пайн-Буше, под Нью-Йорком. Погребён на кладбище в Пайн-Буше, недалеко от храма, которое было устроено в 1962 году его попечением.

## Публикации
- Высокопреосвященному Николаю, Митрополиту Крутицкому и Коломенскому [благодарность за поздравление с храмовым праздником] // Журнал Московской Патриархии. М., 1960. № 1 (ЖМП). 7.
- Святейшему Патриарху Московскому и всея Руси Алексию [к делу о Св.-Николаевском соборе в Нью-Йорке] // Журнал Московской Патриархии. М., 1960. № 7. стр. 3
- Памяти протоиерея К. В. Попова // Журнал Московской Патриархии. М., 1966. № 4. стр. 18-19.